# Уруми
Уру́ми (урум. урумлар, урумнар, грец. Ουρούμ, урум; тур. urum, крим. urum) — самоназва тюркомовних греків України. «Урум» означає «візантієць», «християнин» і є тюркомовною калькою етноніма «румой» або «ромйос», яким себе називають греки-еллінофони. Уруми самоідентифікують себе як етнічні греки.
Їхніми предками вважали аланів, готів, конгломерат автохтонних племен, християнізованих тюрків: сельджуків, кипчаків, кримських татар або турків.
У сучасній етнографії урумами (або греками-урумами чи греко-татарами) прийнято називати тюркомовні групи греків. Сьогодні уруми в Україні компактно мешкають у 29 селах Донецької області, в одному селі Запорізької області та у місті Маріуполь.

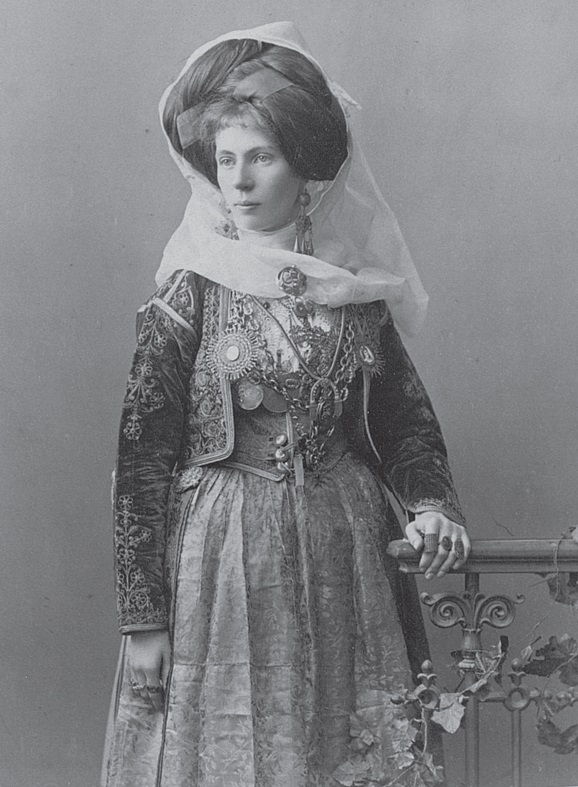
Кримська грекиня, XX століття

Щодо походження надзовських урумів існує дві версії. Згідно з першою версією, уруми виникли або в результаті переходу частини греків Криму на кримськотатарську мову (за однією з гіпотез, тюркська мова була сприйнята частиною малоазійських греків, що переселилися до Криму). Відповідно до іншої — уруми виникли внаслідок прийняття частиною кримських татар християнства. Генетично підтверджується друга версія: уруми набагато ближче до південнобережних та гірських кримських татар (генетична відстань d=0,16 та d=0,2 відповідно), ніж до греків (відстань d=0,55) та навіть румеїв, що живуть поряд із ними (d=0,33). Уруми виявилися ближчими навіть до степових кримських татар (d=0,45) та інших тюркських народів: караїмів (d=0,27), балкарців (d=0,28), турок (d=0,34), волзьких татар (d=0,47), ніж до власне греків (d=0,55). Тобто з розглянутих популяцій найближчими до урумів виявилися південнобережні кримські татари, а найвіддаленішіми — сучасні греки. 

## Надазовські уруми
Історично греки Криму (а пізніше й Надазов'я; сучасна Донецька область) були представлені двома групами: елліномовними румеями і тюркомовними урумами (також відомими як греко-татари). Обидві групи населяли регіон століттями (вони складалися з нащадків грецьких колоністів 6 століття до н. е. — 4 століття н. е., а також тих, хто в різний час іммігрував з Анатолії), однак останні пройшли через ряд соціальних і культурних процесів, в результаті яких їх рідною мовою стала кримськотатарська. У 1777 році, після анексії Криму Росією, за наказом Катерини II всі греки півострова були розселені в Надазов'ї, відтоді вони відомі як надазовські греки. Деякі західні лінгвісти вважають, що говірка надазовських урумів відрізняється від кримськотатарської на більш, ніж діалектному рівні, внаслідок чого її вважають окремою мовою кипчакської підгрупи.
Уруми сповідують православ'я. Впродовж історії вони були ізольованою етнічною одиницею і не селилися в населених пунктах румеїв. На відміну від шкіл з викладанням понтійською грецькою, якою спілкувались румеї, урумських шкіл в Україні ніколи не існувало.(До 1937 року були школи з викладанням урумською мовою. Це видно на прикладі школи с. Старомлинівка. і не тільки. Підготовка вчителів велась у Маріупольському грецькому педагогічному технікумі.) За оцінкою тюрколога Миколи Баксакова, у 1969 році існувало близько 60 тисяч носіїв урумської мови. За Всеукраїнським переписом 2001 року, з 77,516 греків Донецької області тільки 112 не вказали рідною мовою «мову своєї народності» (грецьку мову) — українську та російську.

## Цалкські уруми
Цю маловідому субетнічну групу греків іноді іменують тріалетськими греками або закавказькими греками-туркофонами. Понтійські греки називають їх Τσαλκαλιδείς («цалкалідіс»); етнонімом, пов'язаних з назвою району, в якому уруми колись становили етнічну більшість — Цалка.
З 18 до початку 20 століття на Кавказ масово мігрували греки з Османської імперії, в основному з Понту. Багато понтійських греків однаково володіли грецькою і турецькою мовами, але для деяких турецька була рідною через асиміляційні процеси, з якими зіткнулися ізольовані групи грецького населення Анатолії. Згідно з Андрієм Поповим, упродовж 19 століття сотні туркомовних греко-православних родин з Ерзуруму, Гюмюшхане і Артвіна переселилися на південь Росії, на Цалкське нагір'я (сучасна Грузія). У радянський період вони населяли понад 20 сіл Цалкського, Дманісського, Тетріцкарського, Марнеульського і Ахалціхського районів Грузії. У 1926 році з 24 тисяч греків, що населяли Тифліс і прилеглі області понад 20 тисяч були туркофонами.
Говірка цалкських урумів близька багатьом центральноанатолійським діалектам турецької мови. Однак деякі лінгвісти (Баксаков) класифікують її як окрему огузську мову з причини відмінностей у фонетиці, лексиці та граматиці. Інші вважають урумську ближчою до азербайджанської мови, ніж до літературної турецької, і стверджують, що урумська в її сучасній формі є швидше діалектом азербайджанської. У пізніх радянських переписах азербайджанська також вказувалась рідною мовою урумів, однак причиною цього ймовірно було неприязне ставлення радянської номенклатури до турецької культури. Урумська турецька в школах не викладалася; її носії відвідували школи з навчанням російською або азербайджанською.
Цалкські уруми називають свою говірку тур. bizimce («наша мова/говірка»). З поширенням російської мови, багато хто сприйняв останню як рідну. Починаючи з 1980-х, серед греків-туркофонів спостерігається певна форма культурного відродження. Дослідження А. Акла'ва показали, що 36 %, не володіючи грецькою мовою, назвали її рідною, 96 % висловили бажання вивчити грецьку. У порівнянні з греками-еллінофонами Грузії, уруми були менш схильні до еміграції після розпаду Радянського Союзу, тому сьогодні вони складають більшу частину грецького населення республіки. Тим не менше, еміграція мала місце, що призвело до зниження чисельності греків в Цалці з 35 тисяч до 3 тисяч, в результаті чого вони більше не є етнічною більшістю району. Більшість виїхала до Греції або в Краснодарський край (міста Краснодар, Абінськ, Сочі, Геленджик).

## Кухня
Національна кухня маріупольських греків починається зі страв із сушеного і в’яленого м’яса, відомих у багатьох тюркських народів. У XIX ст. про запас готували хаурму — вид дуже солоної ковбаси з дрібно посіченої баранини. Заготовляли й хахач — баранину, ароматизовану корицею, а також в’ялену на відкритому повітрі.  
На перше варили шурпу — суп з баранини з великою кількістю спецій, причому м’ясо подають на великих блюдах, а бульйон — у чашках. Страва і сьогодні поширена серед урумів та румеїв як у свята, так і в будні. У греків є й долма. У Криму, звідки була завезена ця страва, вона готувалася з використанням виноградного листя, а в Надазов’ї греки почали використовувати листя капусти. А от борошняним виробам греків Надазов’я слід виділити окрему програму: чебуреки, піта, різноманіття локшини, шмуш, янтих, кюбете, бакмез та багато іншого. 

## Релігія
Більшість урумів є православними. Також частина урумів прийняла Іслам тим самим асимілювавшися із кримськими татарами.

## Видатні особистості
- Кіор Валерій Іванович (1951-2023) — поет, літературознавець, перекладач. Член Національної спілки письменників України.